# Ravenwood
Ravenwood és una població dels Estats Units a l'estat de Missouri. Segons el cens del 2000 tenia 448 habitants.

## Demografia
Segons el cens del 2000, Ravenwood tenia 448 habitants, 196 habitatges, i 118 famílies. La densitat de població era de 640,6 habitants per km².
Dels 196 habitatges en un 29,6% hi vivien nens de menys de 18 anys, en un 50% hi vivien parelles casades, en un 6,6% dones solteres, i en un 39,3% no eren unitats familiars. En el 33,2% dels habitatges hi vivien persones soles el 17,9% de les quals corresponia a persones de 65 anys o més que vivien soles. El nombre mitjà de persones vivint en cada habitatge era de 2,29 i el nombre mitjà de persones que vivien en cada família era de 2,93.
Per edats la població es repartia de la següent manera: un 23,9% tenia menys de 18 anys, un 12,3% entre 18 i 24, un 25,4% entre 25 i 44, un 20,3% de 45 a 60 i un 18,1% 65 anys o més.
L'edat mediana era de 36 anys. Per cada 100 dones de 18 o més anys hi havia 89,4 homes.
La renda mediana per habitatge era de 31.250 $ i la renda mediana per família de 39.750 $. Els homes tenien una renda mediana de 27.120 $ mentre que les dones 18.750 $. La renda per capita de la població era de 16.136 $. Entorn del 5,6% de les famílies i el 8,9% de la població estaven per davall del llindar de pobresa.

## Poblacions més properes
El següent diagrama mostra les poblacions més properes.